# Дашдоржійн Нацагдорж
Дашдоржійн Нацагдорж (монг. Дашдоржийн Нацагдорж; *17 листопада 1906, Баян-Делгер, Центральний аймак — 13 липня 1937, Улан-Батор) — монгольський письменник, поет і громадський діяч, один з основоположників сучасної монгольської літератури.

## Біографія
Дашдоржійн Нацагдорж народився 17 листопада 1906 року в районі озера Гюн Галуутай (нині сум Баян-Делгер) в родині збіднілих аристократів хогі тайджі (hohi taiji). Оскільки в цей час обов'язкової освіти в Монголії не існувало, першу освіту Дашдоржійн здобув у домашнього навчителя.
Від 1911 року Нацагдорж працював у військовому департаменті як писар. 
Він — учасник Монгольської народної революції (1921), а з наступного року (1922) — член Монгольської народно-революційної партії (МНРП). У 1924 році на 3-му з'їзді МНРП навіть обирався кандидатом у члени Президії ЦК партії.
Згодом Нацагдорж на відповідальних посадах — працював секретарем уряду Монголії, редактором газети «Народний воїн».
Усередині 1920-х рр. Дашдоржійн Нацагдорж навчався у Ленінградському інституті національних меншин (СРСР). 
У 1926—29 роках Нацагдорж перебував на Заході — у Німеччині та Франції; там за кордоном став засновником Спілки монгольських письменників. Потому повернувся на батьківщину.
Починаючи від 1930 року Нацагдорж у своїх діях і творчості, очевидно, все менше виявляв симпатії до панівної у Монголії лівої ідеології. Письменника навіть заарештували в 1932 році, але пізніше у цьому ж році відпустили. 
Дашдоржійн Нацагдорж помер 13 липня 1937 року в 31-річному віці.

## Творчість і вшанування
Доробок Нацагдоржа, попри ранню смерть поета і письменника, є надзвичайно багатим і різноманітним — тут і патріотична та революційна тематика, повчальні та освітні ідеї, ліричні мотиви, філософські роздуми тощо. 

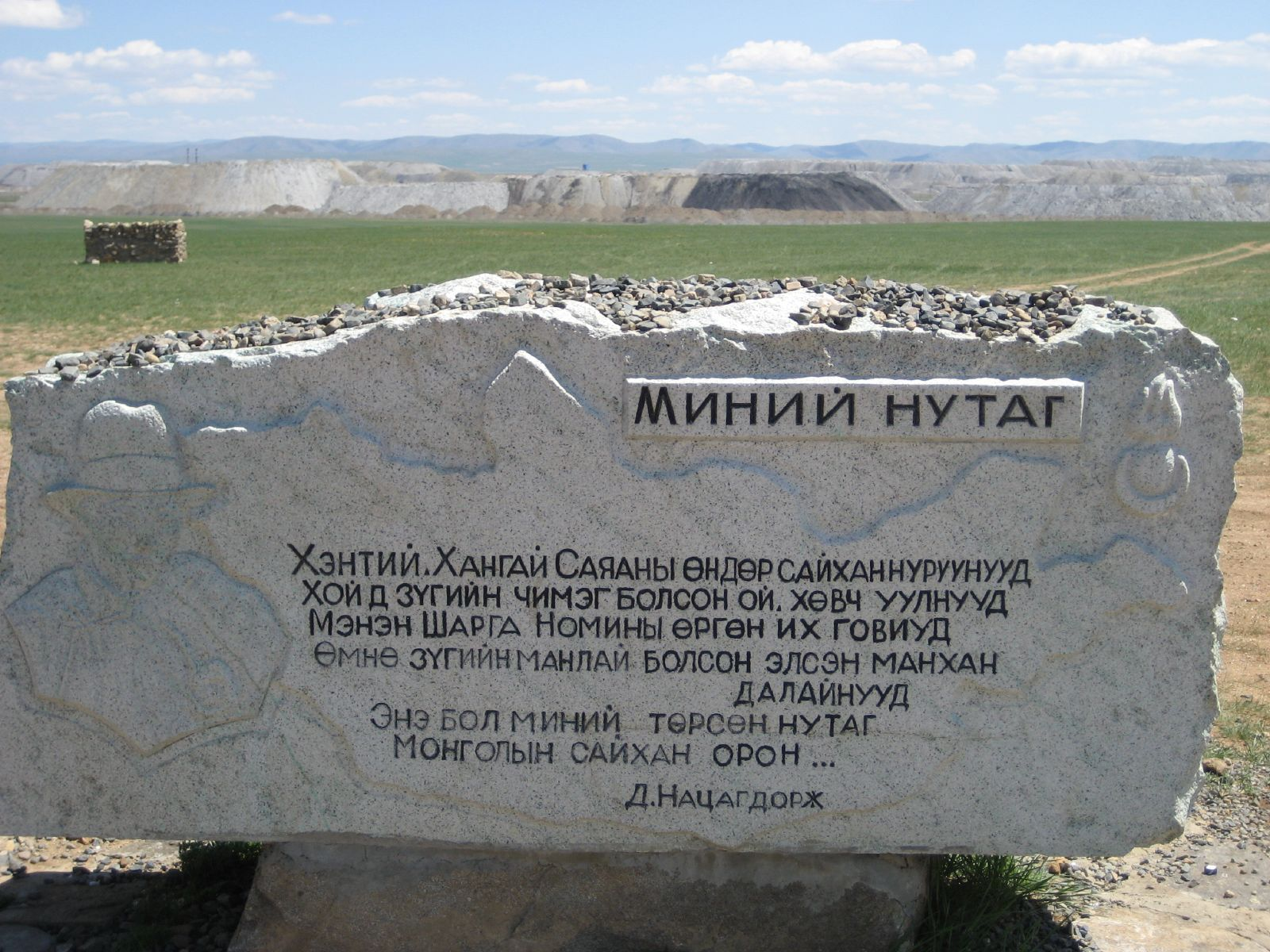
Монумент на місці народження Нацагдоржа з викарбуваним уривком з віршу «Моя Батьківщина»

Так вірші «Жовтень» і «Зоря» сповнені революційного пафосу; велич перетворень у Монголії оспівує вірш «Нова Монголія» (1935).  Вірш «Моя Батьківщина» (1933), найвідоміший твір Нацагдоржа, є уславленням рідної країни, з практично повним називанням кожної місцини Монголії, оспівуванням краси її природи та людей. Ніжними почуттями до рідної країни та її природи просякнута також поезія «Чотири пору року» (1934). 
До поем філософського спрямування автора можна віднести «Зірку» та «Малювання на стіні».
Драма «Біля трьох пагорбів» (1934) є трагічною історією нерівного кохання, також стосункам людей і суспільним проблемам країни,  що тільки-но вирвалась з феодалізму, присвячено повість «Нечувані події» (1933).
За ініціативою Спілки письменників Монголії 1981 року на місці народження Нацагдоржа було встановлено меморіальний камінь.
Драма «Біля трьох пагорбів», покладена на музику Дамдінсюрена (Damdinsüren) та Смирнова, стала однією з перших і найпопулярніших монгольських національних опер.

## Цікаві факти про Нацагдоржа
- У своєму найвідомішому творі вірші «Моя Батьківщина» Нацагдорж серед країв, що історично творять «рідну Монголію», називає й території Саянських гір, що входять до складу Російської держави, до того ж заселені переважно тувинцями, близькими за матеріальною культурою, але мовно абсолютно іншим народом.
- Натомість у повчальних поемах Нацагдорж фактично вихваляє європейську (російську) медицину, що прийшла на зміну традиційній відразу по Народній революції (1921).
- Державний оперний театр в Улан-Баторі кожний театральний сезон за традицією починає й завершує показом опери «Біля трьох пагорбів».

## Виноски
1. ↑  Mongolia National Parks: Gun-Galuut Nature Reserve | Argali Sheep National Park [Архівовано 9 липня 2009 у Wayback Machine.] на www.argalipark.com